# Magnum (säsong 2)
Magnum säsong 2 är den andra säsongen av den amerikanska TV-serien Magnum från 1981/1982 med Tom Selleck, John Hillerman med flera.

## Index för säsong 2
Siffror inom parentes anger avsnittsnummer räknat från första säsongen.
- Avsnitt 1: Billy Joe Bob (19)
- Avsnitt 2: Dead Man’s Channel (20)
- Avsnitt 3: The Woman on the Beach (21)
- Avsnitt 4: From Moscow to Maui (22)
- Avsnitt 5–6: Memories Are Forever (23–24; dubbelavsnitt, cirka 1 timme och 30 minuter långt totalt)
- Avsnitt 7: Tropical Madness (25)
- Avsnitt 8: Wave Goodbye (26)
- Avsnitt 9: Mad Buck Gibson (27)
- Avsnitt 10: The Taking of Dick McWilliams (28)
- Avsnitt 11: The Sixth Position (29)
- Avsnitt 12: Ghost Writer (30)
- Avsnitt 13: The Jororo Kill (31)
- Avsnitt 14: Computer Date (32)
- Avsnitt 15: Try to Remember (33)
- Avsnitt 16: Italian Ice (34)
- Avsnitt 17: One More Summer (35
- Avsnitt 18: Texas Lightning (36)
- Avsnitt 19: Double Jeopardy (37)
- Avsnitt 20: The Last Page (38)
- Avsnitt 21: The Elmo Ziller Story (39)
- Avsnitt 22: Three Minus Two (40)

### Fotnoter
1. ↑  ”Magnum, PI” (på engelska). TV.Com. Arkiverad från originalet den 11 juni 2016. https://web.archive.org/web/20160611044547/http://www.tv.com/shows/magnum-pi/. Läst 17 juni 2016.